# Zasób Własności Rolnej Skarbu Państwa
Zasób Własności Rolnej Skarbu Państwa – zasób nieruchomości rolnych utworzony w 1992 roku na mocy ustawy o gospodarowaniu nieruchomościami rolnymi Skarbu Państwa z 19 października 1991 roku.
W skład Zasobu weszły nieruchomości rolne w rozumieniu k.c. przeznaczone na cele rolnicze w miejscowym planie zagospodarowania przestrzennego, grunty po zlikwidowanych PPGR-ach oraz niewydzielone geodezyjnie lasy. Wszystkie tereny, które weszły w skład Zasobu Własności Rolnej Skarbu Państwa musiały spełnić jeden z warunków:
- znajdować się w Państwowym Funduszu Ziemi,
- znajdować się w zarządzie państwowych jednostek organizacyjnych nieposiadających osobowości prawnej,
- znajdować się w użytkowaniu wieczystym osób fizycznych i prawnych,
- znajdować się w użytkowaniu lub faktycznym władaniu osób fizycznych, prawnych lub innych jednostek organizacyjnych,
- zostać przejęte na własność Skarbu Państwa m.in. na podstawie decyzji administracyjnej.

Aktualnie ilość nieruchomości rolnych Zasobu powiększa się w wyniku nabywania ich na rzecz Skarbu Państwa przez jego stationes fiscii oraz przez Krajowy Ośrodek Wsparcia Rolnictwa.

## Formy gospodarowania Zasobem WRSP
Według kryterium charakteru formy gospodarowania mieniem wchodzącym w skład Zasobu wyróżnia się rolnicze formy gospodarowania (sprzedaż, dzierżawa, najem, wniesienie do spółki, oddanie na czas oznaczony administratorowi w celu gospodarowania, przekazanie w trwały zarząd, zamiana), przeznaczenie mienia na inne cele oraz zabezpieczenie mienia niezagospodarowanego przed zniszczeniem lub uszkodzeniem (zabezpieczenie, odłogowanie).
Według kryterium wywołania skutku prawnego formy gospodarowania mieniem wchodzącym w skład Zasobu wyróżnia się dysponowanie (dzieli się na rozporządzenia i inne formy dysponowania) oraz czynności faktyczne (np. zabezpieczenia czy odłogowanie).